# Raphaël Bedros XXI Minassian
Raphaël Bedros XXI Minassian ICPB  (ur. 24 listopada 1946 w Bejrucie) – patriarcha Kościoła katolickiego obrządku ormiańskiego od 2021.

## Życiorys
Urodził się w rodzinie ormiańskiej. Studiował teologię w Papieskim Uniwersytecie Gregoriańskim w Rzymie i pedagogikę w Papieskim Uniwersytecie Salezjańskim. Jest członkiem ormiańskokatolickiej kongregacji kapłańskiej w Bzommar k. Bejrutu. Po święceniach kapłańskich w 1973 został proboszczem katedry w Bejrucie, a w 1982 sekretarzem patriarchy Howannesa Bedrosa XVIII. Był proboszczem parafii św. Krzyża w Bejrucie, a także przez kilkanaście lat proboszczem najpierw w Nowym Yorku, a później w Kalifornii. W 2004 założył kanał telewizyjny Telepace Armenia w telewizji watykańskiej Telepace. W 2005 został egzarchą patriarchalnym Ormian-katolików Jerozolimy i Ammanu. 24 czerwca 2011 otrzymał od papieża Benedykta XVI nominację na ordynariusza utworzonego w 1991 Ordynariatu Europy Wschodniej dla Ormian katolików, który obejmuje Armenię, Gruzję, Rosję i Europę wschodnią. Konsekrowany na biskupa 16 lipca 2011 w Bejrucie przez patriarchę Nersesa Bedrosa XIX. Wielokrotnie odwiedzał Polskę.
23 września 2021 synod Kościoła ormiańskiego wybrał go – patriarchą Kościoła katolickiego obrządku ormiańskiego.